# Tipula sparsiseta
Tipula sparsiseta är en tvåvingeart som beskrevs av Alexander 1924. Tipula sparsiseta ingår i släktet Tipula och familjen storharkrankar. Inga underarter finns listade i Catalogue of Life.